# Donaziano di Reims
Donaziano (... – Reims, 389) è ritenuto uno dei vescovi di Reims ed è venerato come santo dalla Chiesa cattolica.

## Biografia
Nulla si conosce della vita di Donaziano se non il fatto che il suo nome appare al settimo posto nell'antico catalogo dei vescovi di Reims utilizzato da Flodoardo (894-966) per la stesura della sua Historia Remensis ecclesiae; visse presumibilmente verso la fine del IV secolo.

## Culto
Le sue reliquie, donate a sant'Anscario di Corbie, furono deposte a Torhout e traslate a Bruges nell'863; nel 1806 furono collocate in un nuovo sarcofago nella rinnovata cattedrale.
È invocato contro le inondazioni e i pericoli derivanti dalle acque.
È titolare della cattedrale di Bruges e patrono della sua diocesi.
Il suo elogio si legge nel Martirologio romano al 14 ottobre.
(Martirologio Romano)

### Iconografia
Il santo è raffigurato con gli attributi vescovili (mitria, piviale e pastorale) e, in genere, reca in mano una ruota con cinque ceri accesi: secondo la tradizione, infatti, il santo fu annegato in un fiume e i fedeli riuscirono a rinvenirne il corpo gettando nelle acque un cerchio di legno su cui erano accese cinque luci.
Figura nella pala del canonico van der Paele realizzata nel 1434 da Jan van Eyck e in uno scomparto del dittico di Mabuse conservato nel museo di Tournai.